# Биляновце
Биляновце или Биляновци (на македонска литературна норма: Биљановце; на албански: Biljanoci) е село в Северна Македония, в община Куманово.

## География
Селото е разположено в котловината Жеглигово на три километра южно от общинския център град Куманово.

## История
В края на XIX век Биляновце е малко българско село в Кумановска каза на Османската империя. Според статистиката на Васил Кънчов („Македония. Етнография и статистика“) от 1900 г. Биляновци е село, населявано от 88 жители българи християни.
Цялото християнско население на селото е под върховенството на Българската екзархия. По данни на секретаря на екзархията Димитър Мишев („La Macédoine et sa Population Chrétienne“) в 1905 година в Биляновци има 64 българи екзархисти.
В учебната 1907/1908 година според Йован Хадживасилевич в селото има патриаршистко училище.
По време на Първата световна война Биляновци е включено в Романовска община и има 86 жители.
В 1994 година жителите на селото са 829, от които 791 северномакедонци, 37 сърби и 1 друг. Според преброяването от 2002 година селото има 1231 жители.
| Националност     | Всичко |
| северномакедонци | 1195   |
| албанци          | 0      |
| турци            | 0      |
| роми             | 0      |
| власи            | 0      |
| сърби            | 32     |
| бошняци          | 0      |
| други            | 4      |